# كاميرون دان
كاميرون دان (بالإنجليزية: Cameron Dunn)‏ (13 فبراير 1984 في الولايات المتحدة - ) هو لاعب كرة قدم أمريكي في مركز الدفاع. لعب مع نادي شيفاز يو إس أي وCalifornia Victory ‏ وPortland Timbers (2001–2010) ‏ وOrange County SC ‏ وHollywood United F.C. ‏ وOrange County Blue Star ‏.

## وصلات خارجية
- كاميرون دان على موقع قاعدة بيانات كرة القدم.إي يو (الإنجليزية)